# John Mathieson
John Mathieson (Purbeck, 3 maggio 1961) è un direttore della fotografia inglese.
Molto attivo nel campo dei video pubblicitari e musicali, al cinema ha collaborato in particolare con Ridley Scott, per il quale ha curato la fotografia di sei film: Il gladiatore (2000), Hannibal (2001), Il genio della truffa (2003), Le crociate - Kingdom of Heaven (2005), Robin Hood (2010) e Il gladiatore II (2024).
È stato candidato due volte all'Oscar alla migliore fotografia, nel 2001 per Il gladiatore e nel 2005 per Il fantasma dell'Opera.

## Biografia
Dopo gli studi all'High Sycombe College of Art, John Mathieson compie il proprio apprendistato professionale con il direttore della fotografia messicano Gabriel Beristáin. In seguito, nel giro di pochi anni lavora a innumerevoli video musicali, fra cui spicca quello della canzone Peek-a-Boo dei Siouxsie and the Banshees, e spot pubblicitari, in particolare per la compagnia RSA con i fratelli Tony e Ridley Scott e il figlio del secondo, Jake.
Esordisce al cinema a metà degli anni novanta con il mélo Pigalle (1994), diretto dal francese Karim Dridi, con il quale lavora anche per il successivo Bye-Bye (1995), evidenziando in entrambi i film un gusto visivo dai forti contrasti, derivato dai video musicali. Ancor più visionario è il film biografico sul pittore Francis Bacon Love Is the Devil (1998), diretto dal regista di video musicali John Maybury.
Dopo le numerose e proficue collaborazioni in campo pubblicitario, Mathieson alla fine degli anni novanta viene coinvolto dagli Scott anche nelle loro produzioni cinematografiche: nel 1998 cura la fotografia degli effetti speciali di Nemico pubblico diretto da Tony, l'anno successivo affianca Jake nel suo esordio cinematografico, Plunkett & Macleane, e nel 2000 raggiunge la consacrazione professionale con lo spettacolare kolossal storico Il gladiatore, diretto da Ridley, che gli vale la candidatura all'Oscar alla migliore fotografia e la vittoria del Premio BAFTA e di svariati altri riconoscimenti. 
Negli anni successivi lavora ancora insieme a Ridley Scott sia per film di ambientazione contemporanea (Hannibal e Il genio della truffa) che storica (Le crociate - Kingdom of Heaven e Robin Hood), ma è il musical Il fantasma dell'Opera (2004), diretto da Joel Schumacher, nel quale reinterpreta con raffinata maestria l'immaginario teatrale ricreando un'illuminazione ottocentesca, che gli permette di conquistare una seconda candidatura all'Oscar.
Nel 2009 cura le immagini del film Cracks, esordio alla regia di un lungometraggio cinematografico di un altro membro della famiglia Scott, Jordan, figlia di Ridley.

## Filmografia

### Cinema
- Pigalle, regia di Karim Dridi (1994)
- 3 Chains o' Gold, regia di Parris Patton, Prince e Randee St. Nicholas (1994)
- Remembrance of Things Fast: True Stories Visual Lies, regia di John Maybury (1994)
- Bye-Bye, regia di Karim Dridi (1995)
- Mirror, Mirror, regia di Baillie Walsh (1996)
- Twin Town, regia di Kevin Allen (1997)
- Vigo, passione per la vita (Vigo), regia di Julien Temple (1998)
- Love Is the Devil, regia di John Maybury (1998)
- Plunkett & Macleane, regia di Jake Scott (1999)
- Il gladiatore (Gladiator), regia di Ridley Scott (2000)
- Hannibal, regia di Ridley Scott (2001)
- K-PAX - Da un altro mondo (K-PAX), regia di Iain Softley (2001)
- Il genio della truffa (Matchstick Men), regia di Ridley Scott (2003)
- Trauma, regia di Marc Evans (2004)
- Il fantasma dell'Opera (The Phantom of the Opera), regia di Joel Schumacher (2004)
- Le crociate - Kingdom of Heaven (Kingdom of Heaven), regia di Ridley Scott (2005)
- Stoned, regia di Stephen Woolley (2005)
- La musica nel cuore - August Rush (August Rush), regia di Kirsten Sheridan (2007)
- Flashbacks of a Fool, regia di Baillie Walsh (2008)
- Tradire è un'arte - Boogie Woogie (Boogie Woogie), regia di Duncan Ward (2009)
- Cracks, regia di Jordan Scott (2009)
- Robin Hood, regia di Ridley Scott (2010)
- Brighton Rock, regia di Rowan Joffe (2010)
- Ladri di cadaveri - Burke & Hare (Burke & Hare), regia di John Landis (2010)
- X-Men - L'inizio (X-Men: First Class), regia di Matthew Vaughn (2011)
- Grandi speranze (Great Expectations), regia di Mike Newell (2012)
- 47 Ronin, regia di Carl Rinsch (2013)
- Pan - Viaggio sull'isola che non c'è (Pan), regia di Joe Wright (2015)
- Operazione U.N.C.L.E. (The Man from U.N.C.L.E.), regia di Guy Ritchie (2015)
- King Arthur - Il potere della spada (King Arthur: Legend of the Sword), regia di Guy Ritchie (2017)
- Logan: The Wolverine (Logan), regia di James Mangold (2017)
- Maria regina di Scozia (Mary Queen of Scots), regia di Josie Rourke (2018)
- American Woman, regia di Jake Scott (2018)
- Pokémon: Detective Pikachu, regia di Rob Letterman (2019)
- Doctor Strange nel Multiverso della Follia (Doctor Strange in the Multiverse of Madness), regia di Sam Raimi (2022)
- Il gladiatore II (Gladiator II), regia di Ridley Scott (2024)
- Jurassic World - La rinascita (Jurassic World Rebirth), regia di Gareth Edwards (2025)

### Televisione
- There Is a Light That Never Goes Out, regia di Peter Martin - documentario TV (1995)

## Riconoscimenti
- Premi Oscar - miglior fotografia
  - 2001: candidato - Il gladiatore
  - 2005: candidato - Il fantasma dell'Opera

- American Society of Cinematographers Awards 2001: candidato - Il gladiatore

- Premi BAFTA 2001: vincitore per la miglior fotografia - Il gladiatore

- British Independent Film Awards 2010: candidato per il miglior contributo tecnico - Robin Hood

- Chicago Film Critics Association Awards 2000: vincitore per la miglior fotografia - Il gladiatore

- Las Vegas Film Critics Society Awards 2000: candidato per la migliore fotografia - Il gladiatore

- Satellite Awards - migliore fotografia
  - 2000: vincitore - Il gladiatore
  - 2005: candidato - Il fantasma dell'Opera